# Gancé
Gancé (ou Ganse) est un canton du Cameroun situé dans le département du Mayo-Sava de la Région de l'Extrême-Nord, à la frontière avec le Nigeria. Il fait partie de la commune de Kolofata et regroupe une dizaine de villages. 

## Population
En 1966-1967, le village de Ganse comptait 575 habitants, des Mandara et des Mafa. À cette date, il disposait d'un marché régional hebdomadaire le jeudi, et d'un marché de coton.
Lors du recensement de 2005, le canton de Gancé comptait 3 282 habitants.